# Sint-Felixvloed (1530)
De Sint-Felixvloed van 1530 was een watersnood in het stroomgebied van de Westerschelde, die plaatsvond op zaterdag 5 november, de naamdag van Sint-Felix (eigenlijk 4 november). Deze dag zou later bekend komen te staan als quade saterdach (= slechte zaterdag). Er vielen veel slachtoffers, maar het exacte aantal is onbekend.

## Omvang van de ramp
Grote delen van Vlaanderen en Zeeland werden weggespoeld. Het gebied ten oosten van Yerseke, Oost-Watering, overstroomde geheel. In dit gebied lagen 18 dorpen en de stad Reimerswaal. Alleen een klein stukje van de stad dat hoger lag bleef behouden. Het gebied is niet meer teruggewonnen van de zee en heet nu het Verdronken land van Zuid-Beveland.
Bij de Sint-Felixvloed overstroomden ook Noord- en Zuid-Beveland: van Noord-Beveland was alleen nog de kerktoren van Kortgene te zien. In de jaren na 1530 werd Noord-Beveland langzaam maar zeker weer op de zee herwonnen.

## Verdronken dorpen
- Assemansbroek, verdronken dorp tegenover Bergen op Zoom op de westelijke oever van de Oosterschelde
- Bakendorp (ook Badickedorp), verdronken dorp ten zuiden van Baarland
- Campen, na de herdijking van Noord-Beveland ontstond op de plek van Campen het huidige Kamperland
- Dyxhoecke, verdronken dorp op Noord-Beveland in de buurt van Wissenkerke
- Edekinge (ook Ekingen), verdronken dorp op Noord-Beveland
- Everswaard (ook Eversweerde), verdronken dorp en parochie ten noorden van Bath
- Lodijke, verdronken dorp inclusief het kasteel, in het Verdronken Land van Zuid-Beveland
- Mare, verdronken dorp ten noordwesten van Rilland
- Nieuw-Everinge, rond 1500 stichtten de bewoners van het verdronken Oud-Everinge, op Zuid-Beveland, een nieuw dorp. Dat dorp liep bij de stormvloed van 1530 onder water en moest worden ontruimd. Rond 1600 verdween het voorgoed in de Westerschelde
- Nieuwkerke, verdronken dorp in het Verdronken Land van Zuid-Beveland
- Oostkerke, verdronken dorp op het voormalige eiland Borssele
- Ouderdinge, verdronken dorp in het Verdronken Land van Zuid-Beveland
- Oud-Kats, verdronken dorp op Noord-Beveland
- Oud-Krabbendijke, verdronken dorp ten noorden van het huidige Krabbendijke op Zuid-Beveland
- Oud-Rilland, dorp aan de oever van de Westerschelde, in de buurt van het huidige Rilland
- Oud-Wissenkerke, dorp in de Torenpolder
- Sint-Jooskapel, verdronken gehucht in het Verdronken Land van Zuid-Beveland
- Vinkenisse, verdronken dorp op Zuid-Beveland
- Vliete (ook Nyenvliet), ten westen van Wijtvliet op Noord-Beveland
- Weele, verdronken dorp op Noord-Beveland ten noorden van Wissenkerke
- Welle, verdronken dorp op Noord-Beveland in de latere gemeente Colijnsplaat
- Westkerke (ook Raaskerke), verdronken dorp op het voormalige eiland van Borssele
- Wolfertsdorp, verdronken dorp op het voormalige eiland Borssele